# Eugen Jurzyca
Eugen Jurzyca (ur. 8 lutego 1958 w Bratysławie) – słowacki ekonomista i polityk, w latach 2010–2012 minister edukacji w rządzie Ivety Radičovej, poseł do Parlamentu Europejskiego IX kadencji.

## Życiorys
Absolwent Wyższej Szkoły Ekonomicznej w Bratysławie, kształcił się również m.in. na Georgetown University (1993). Zajął się działalnością akademicką jako wykładowca na uniwersytetach. Pracował m.in. w centrum rozwoju gospodarczego i urzędzie antymonopolowym, a także jako konsultant Banku Światowego i OECD. Był doradcą słowackich ministrów w sprawach gospodarczych, został również badaczem w instytucie reform ekonomicznych i społecznych INEKO.
Przed wyborami w 2010 dołączył do Słowackiej Unii Chrześcijańskiej i Demokratycznej – Partii Demokratycznej. Uzyskał mandat poselski, którego nie objął z uwagi na powołanie w lipcu tego samego roku w skład rządu Ivety Radičovej na stanowisko ministra edukacji, nauki, badań naukowych i sportu, którym był do kwietnia 2012. W przedterminowych wyborach nie uzyskał mandatu, posłem do Rady Narodowej został jednak w trakcie kadencji w 2014.
Dołączył następnie do partii Wolność i Solidarność. W 2016 z jej ramienia ponownie został posłem do Rady Narodowej. W 2019 uzyskał natomiast mandat deputowanego do Parlamentu Europejskiego IX kadencji.

## Wyróżnienia
- Krištáľové krídlo (2005)[3]